# 北條宗宣
北條宗宣（日语：／ Hōjō Munenobu */?，1259年—1312年7月16日），又名大佛宗宣，是日本鎌倉時代鎌倉幕府第十一代執權（1311年-1312年），出身於大佛流，是大佛流的總領。高祖父為初代執權北條時政，曾祖父乃時政三子、初代連署北條時房，祖父北條朝直為大佛流始祖，父親為大佛流第二代北條宣時，母親為北條時廣之女。

## 成為執權前
因為北條宗宣是大佛流的總領的關係，他在幕府歷任要職。弘安9年（1286年）成為引付衆。永仁5年（1297年）就任南方六波羅探題。乾元元年（1302年）在京都時，爆發嘉元之亂，宗宣參加討伐北條宗方。嘉元3年（1305年）就任連署。

## 執權
應長元年（1311年），在北條師時死後就任執權，但當時是內管領長崎圓喜掌握政治實權。翌年正和元年（1312年），宗宣將執權之位讓給北條熙時並出家。同年七月十六日，以54歳之齡逝世。其錄入《新後撰和歌集》、《玉葉和歌集》、《續後千載和歌集》等敕撰和歌集的和歌共23首。